# La Lande-de-Fronsac
La Lande-de-Fronsac è un comune francese di 2 317 abitanti situato nel dipartimento della Gironda nella regione della Nuova Aquitania.

## Società

### Evoluzione demografica
Abitanti censiti